# Wense (Adelsgeschlecht)

Stammwappen derer von der Wense

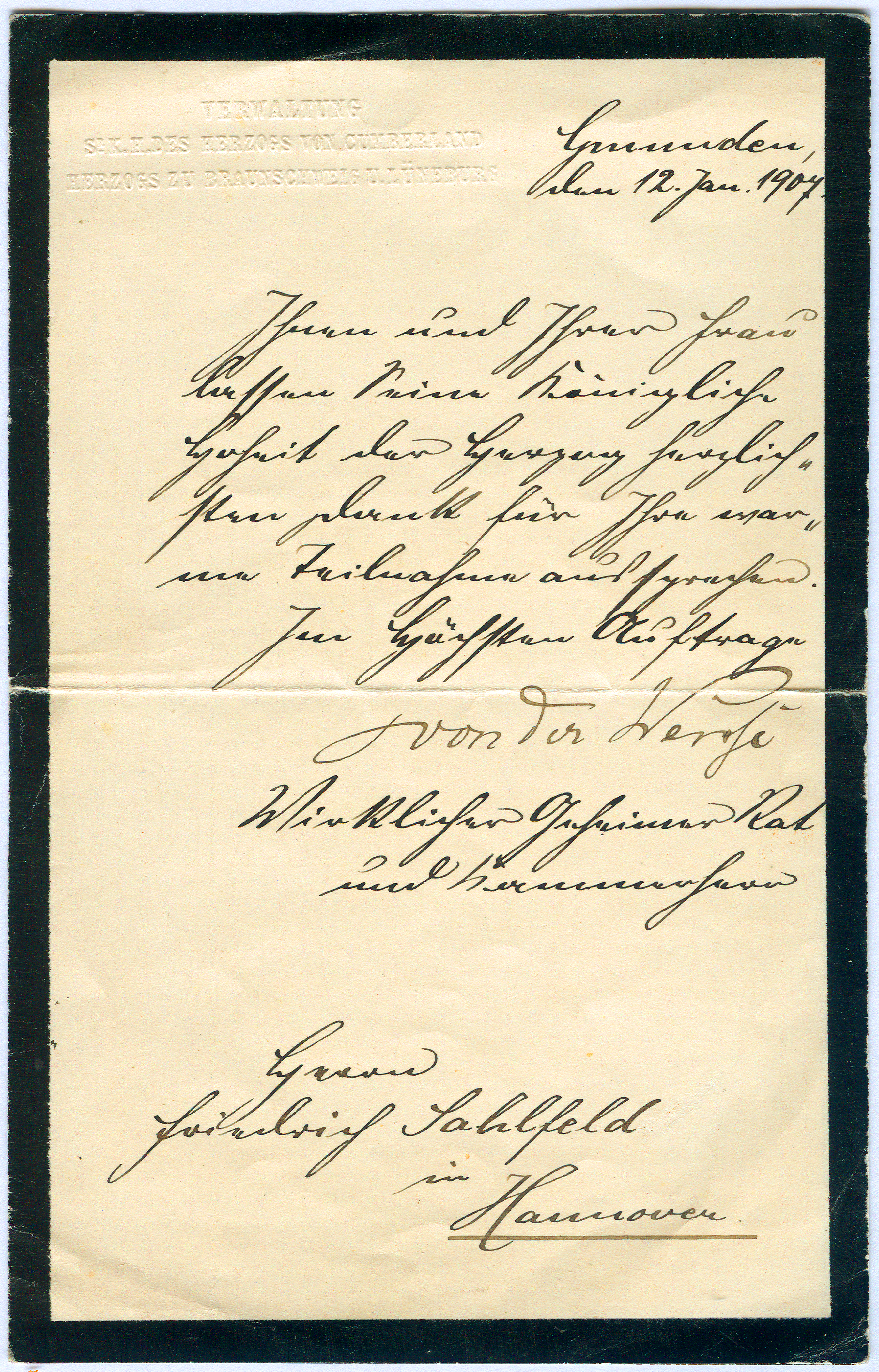
Schreiben des Georg Karl Gerhard von der Wense, Wirklicher Geheimer Rat und Kammerherr von Prinz Ernst August auf Schloss Cumberland,
1907 anlässlich des Todes von Marie, Königin von Hannover

Wense ist der Name eines alten niedersächsischen Adelsgeschlechts mit gleichnamigem Stammhaus im Heidekreis (Lüneburger Heide).

## Geschichte
Das Geschlecht wird im Jahr 1330 mit dem „Famulus“ Johann von der Wense, mit Gut Wense belehnt, erstmals urkundlich erwähnt. Die direkte Stammreihe beginnt mit Otto von der Wense († vor 1408), als Gutsherr auf Wense urkundlich 1367 genannt.
Zum Besitz im Fürstentum Lüneburg gehörten Wense, Dorfmark I, Dorfmark II, Holdenstedt I, Holdenstedt II, Mörse, Hattorf, Dedenhausen, Oppershausen, Klein Eicklingen, Eldingen I, Eldingen II, Bargfeld, Wohlenrode.
Eldingen und Holdenstedt, wo die Familie bis 1977 das Schloss Holdenstedt innehatte, sind bis heute im Familienbesitz. Das Familienstammgut Wense, zwischen Dorfmark und Soltau gelegen und zuletzt ein Waldgut, musste 1936 zur Vermeidung der Enteignung für Zwecke der Wehrmacht verkauft werden. Die im Landkreis Land Hadeln auf dem Dobrock als Ersatz erworbenen Forsten sind aufgrund eines Erlasses des Reichs- und Preußischen Landesforstmeisters als „Schutzforst Wense“ bezeichnet worden.
Das Familienbegräbnis derer von der Wense mit einer Kapelle und der Grabplatte des Jürgen von der Wense († 1572), die ehemals in der St.-Martin-Kirche von Dorfmark lag, ist in Wense erhalten.

## Wappen
In Gold ein schwarzer Balken, später mit einer goldenen Weinrebe belegt; auf dem Helm mit schwarz-goldenen Decken eine goldene und eine Schwarze Straußenfeder.

## Bekannte Familienmitglieder

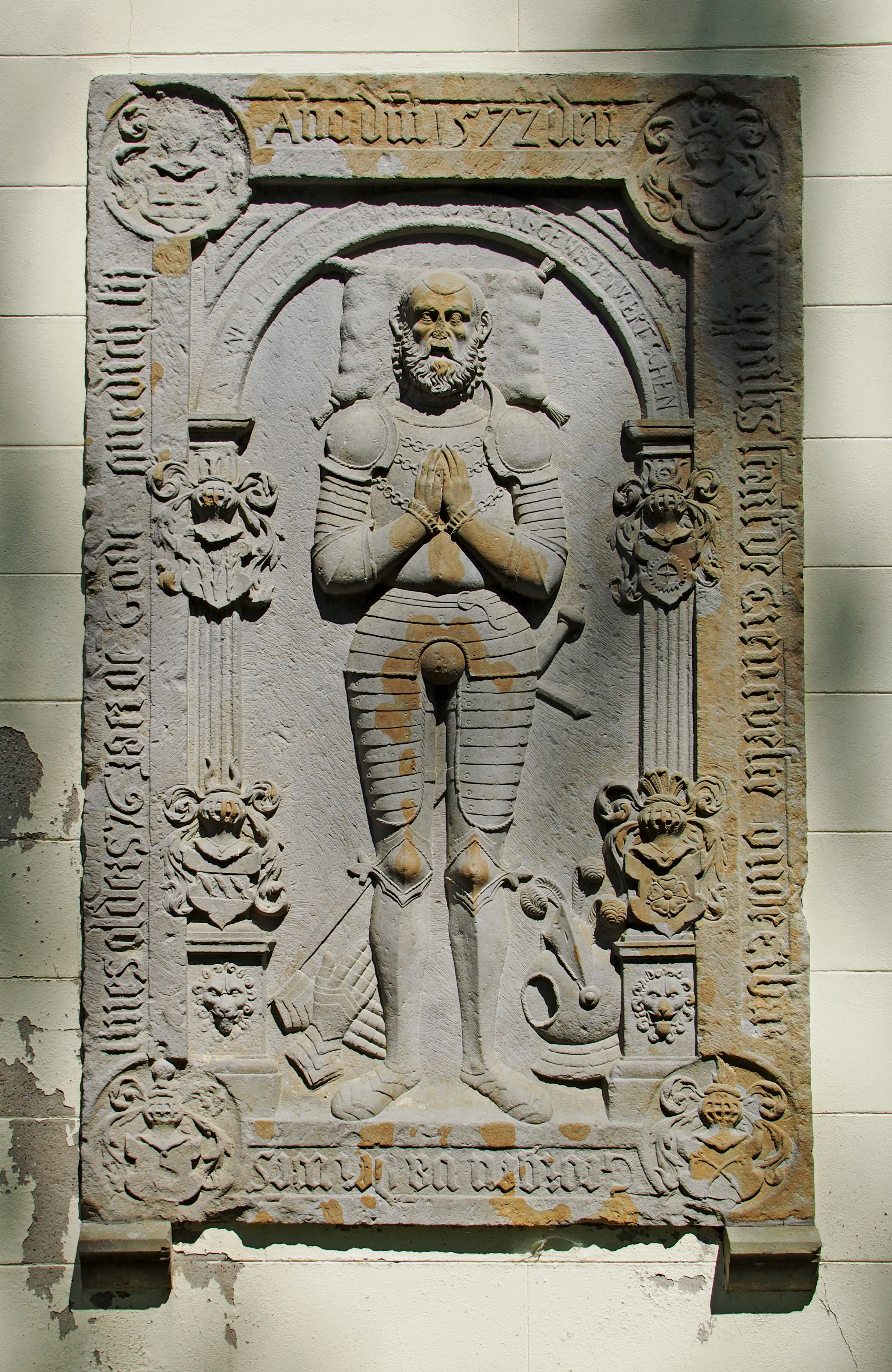
Grabplatte Jürgen von der Wense († 1572)

- Adolf August Friedrich von der Wense (1754–1836), Hofbaudirektor[2]
- Adolf Friedrich von der Wense (1832–1883), Rittergutsbesitzer und Mitglied des Reichstags des Norddeutschen Bundes
- August von der Wense (1792–1867), Landrat des Kreises Gifhorn (1842–1863)
- August von der Wense (1854–1930), Rittergutsbesitzer und Mitglied des Deutschen Reichstags
- Carl von der Wense-Bargfeld (1860–1932), deutscher Gutsbesitzer, Parlamentarier und Reichsrat
- Christian Ludwig von der Wense, erbaute 1700/09 das dritte Schloss in Holdenstedt, Landkreis Uelzen[3]
- Christian Ludwig Friedrich von der Wense (1708–1757), baut das Gut Wense wieder auf, einschließlich eines großen Gartens nach französischem Vorbild.
- Ernst Freiherr von der Wense (1875–1929), österreichischer Nationalratsabgeordneter und Legitimist
- Ernst von der Wense (1791–1875), Drost in Gifhorn, Oldenstadt bei Uelzen und in Fallingbostel
- Ernst-August von der Wense (1899–1966), deutscher Forstwirt und Politiker
- Friedrich von der Wense (1812–1880), preußischer Generalmajor
- Friedrich Johann Heinrich Wilhelm von der Wense (18.–19. Jh.), Oberhauptmann und Landrat des vormaligen Fürstentums Lüneburg
- Georg von der Wense (1582–1641), deutscher Verwaltungsbeamter
- Georg Friedrich August von der Wense (1745–1811), braunschweigischer Staats- und Justizminister, Oberappellationsgerichtsrat in Celle
- Georg Joachim von der Wense (1666–1725), preußischer Generalmajor
- Hans Jürgen von der Wense (1894–1966), deutscher Schriftsteller, Übersetzer, Komponist und Universalgelehrter
- Heinrich von der Wense mit Sitz in Holdenstedt, kaufte 1574 die Burg Bodenteich[4]
- Joachim von der Wense (* 1945), deutscher Jurist und Politiker
- Ludwig von der Wense-Mörse (1863–1929), deutscher Landrat
- Otto von der Wense (1833–1909), preußischer Generalmajor
- Theodor von der Wense (1904–1977), österreichischer Pathologe; Universitätsprofessor und -rektor
- Wilhelm von der Wense, Sohn von Heinrich von der Wense, übernimmt 1596 die Burg Bodenteich[4]
- Wilhelmine Sophie Henriette von Wense

## Literatur

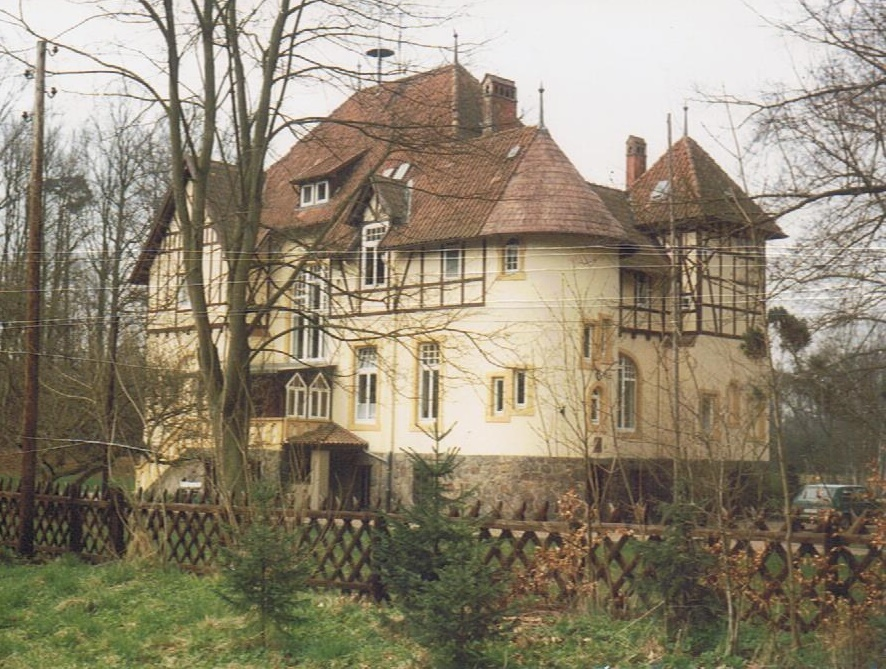
Ehemaliges Gutshaus Wense der Familie von der Wense, in der Osterheide, heute Sitz des Bundesforstamtes

## Weitere Literatur
- Hannoverscher und Churfürstlich-Braunschweigisch-Lüneburgischer Staatskalender. Hannover 1818.